# Marja Habraken
Pour les articles homonymes, voir Marja.
Marja Habraken, née le 15 novembre 1939 à La Haye et morte le 7 avril 1989, est une actrice néerlandaise.

## Filmographie

### Cinéma et téléfilms
- 1961-1962 : De vier dochters Bennet (nl) : Mary Bennet
- 1966 : Yerma : Maria
- 1968 : Maigret
- 1970 : Elke dag is er een
- 1973 : De Sabijnse maagdenroof : Marianna
- 1974 : Waaldrecht (nl) : Eva
- 1974 : Centraal Station (nl)
- 1987 : Iris : Martha